# 羅卡帕蒂達島
18°59′50″N 112°03′54″W / 18.99722°N 112.06500°W

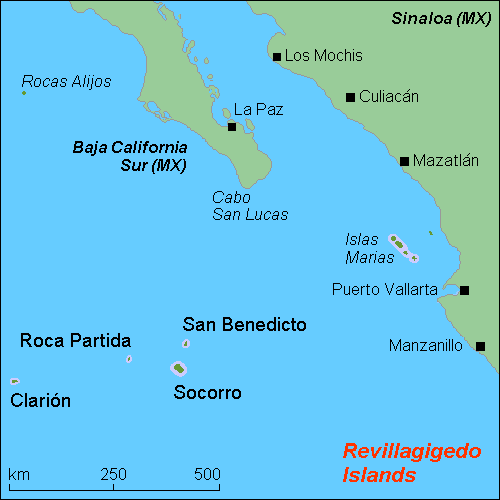

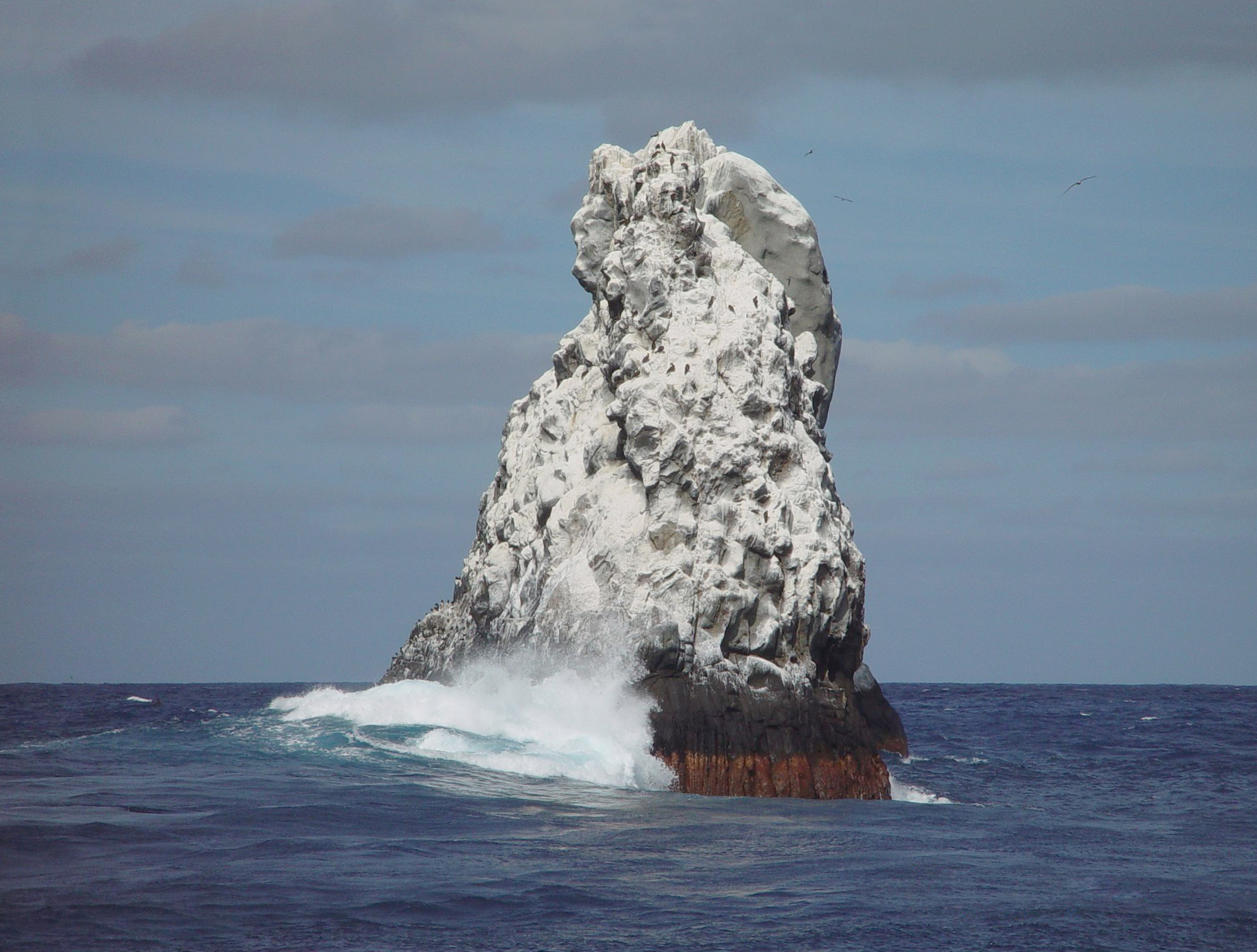

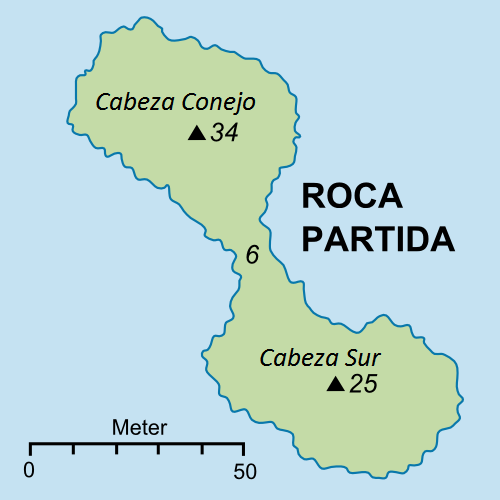

羅卡帕蒂達島是墨西哥的島嶼，位於太平洋海域，屬於雷維利亞希赫多群島的一部分，長0.9公里、寬2.9公里，面積0.3公畝，最高點海拔高度34米，島上無人居住。

## 外部連結
- Marine Life of Roca Partida
- Scuba Diving in Roca Partida （页面存档备份，存于）
- Photo. Retrieved 2007-NOV-21.
- Information page with map
- Photo of Roca Partida